# Luther Emmett Holt

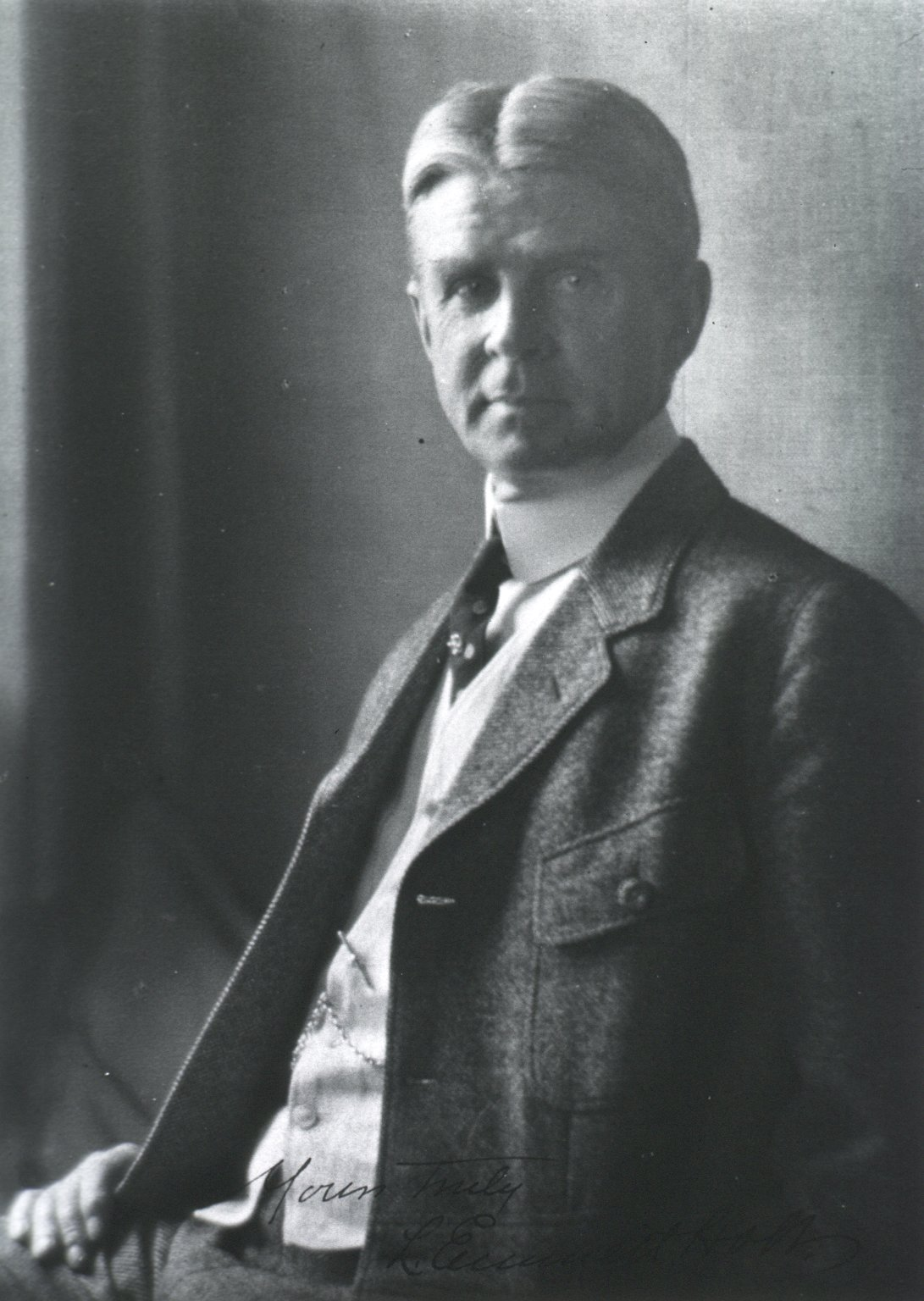
L. Emmett Holt

Luther Emmett Holt (meist: L. Emmett Holt; * 4. März 1855 in Webster, New York; † 14. Januar 1924 in Peking, China) war ein amerikanischer Kinderarzt und Hochschullehrer. Holt war ein Pionier der Pädiatrie und erlangte Bekanntheit durch seine Bücher The Care and Feeding of Children (1894) und The Diseases of Infancy and Childhood (seit 1896).

## Leben und Werk
Holt, Sohn eines gut situierten Farmers, wurde in einem kleinen Ort in Upstate New York geboren. Er besuchte Schulen in seinem Heimatort Webster und studierte am Collegiate Institute in Marion und an der University of Rochester, wo er 1875 seinen Abschluss erlangte. Nach weiteren Studien an der University at Buffalo und dem College of Physicians and Surgeons der Columbia University erlangte er 1880 seinen Doktortitel.
Nach dem Studium wandte Holt sich der Pädiatrie zu ‒ eine Spezialisierung, die formal noch nicht anerkannt war. Seine Arbeitsplätze waren zunächst seine eigene Kinderarztpraxis, das New York Infant Asylum in Mount Vernon und das New York Nursery and Children’s Hospital.
1884 war Holt an der Gründung der ersten pädiatrischen Fachzeitschrift der USA beteiligt, den Archives of Pediatrics, die er viele Jahre auch selbst herausgab. 1888 befand er sich unter den Gründungsmitgliedern der American Pediatric Society, der ersten amerikanischen Organisation für wissenschaftliche Pädiatrie; zweimal wurde er zum Präsidenten dieser Einrichtung gewählt (1897 und 1923).
1889 übernahm Holt die Leitung des Babies Hospital (heute: Morgan Stanley Children's Hospital) der Columbia University, das er reorganisierte und in den folgenden Jahren zum namhaftesten Kinderkrankenhaus des Landes machte. Um die in den Stationen weit verbreiteten Gonorrhoe-Bakterien zu bekämpfen, führte er dort spezielle Untersuchungen und Hygienemaßnahmen ein. Andere Krankenhäuser folgten diesem Beispiel bald.
1894 publizierte Holt sein Buch The Care and Feeding of Children, mit dem er seine wissenschaftlichen Einsichten zur Säuglingspflege, besonders zur Säuglingsernährung, zu popularisieren versuchte. Das Werk, das Holt eigentlich für die Ausbildung von Kinderkrankenschwestern vorgesehen hatte, wurde schnell zum Bestseller und blieb es, bis Benjamin Spock (Säuglings- und Kinderpflege) sich von 1946 dafür einsetzte, dass Mütter ihre Säuglinge nicht mehr nach strikten, „wissenschaftlichen“ Routinen fütterten, sondern sich auf ihre Intuition verließen.
Holts vielbändiges Lehrbuch Diseases of Infancy and Childhood, das 1896 zu erscheinen begann, wurde für mehrere Dekaden zum Standardwerk der Pädiatrie. 1901 folgte er einem Ruf als Professor ans College of Physicians and Surgeons der Columbia University, wo er den frei gewordenen Lehrstuhl von Abraham Jacobi einnahm. Er blieb hier bis 1922.
Ein besonderes Anliegen von Holt war die Senkung der Säuglingssterblichkeit in seiner Wahlheimat New York City. Aufgrund bakteriell verseuchter Milch war diese besonders hoch. Mit finanzieller Unterstützung durch das Rockefeller Institute for Medical Research führte er gemeinsam mit William H. Park eine große Untersuchung der Qualität der in den Läden der Wohnviertel verkauften Milch durch und konnte 1903 schließlich nachweisen, dass ein Großteil der Todesfälle bei Säuglingen auf hohe Bakterienwerte zurückging. Die Gesundheitsbehörde der Stadt führte daraufhin ein System der Milchbegutachtung ein.
Holt war Schatzmeister und stellvertretender Präsident der New York Academy und seit 1919 Präsident der Child Health Organization, die 1923 zur American Child Health Association wurde.
Als 68-Jähriger ging Holt 1923 für das Rockefeller Institute, dessen Vorstand er seit 1891 angehörte, nach China, um am Peking Union Medical College Vorlesungen zu halten. Kurz vor seiner geplanten Rückkehr verstarb er dort an einem Herzinfarkt.
Holt war verheiratet und lebte mit seiner Familie auf einer Farm in Pleasantville bei New York.

## Veröffentlichungen
- The Care and Feeding of Children. A Catechism for the Use of Mothers and Children’s Nurses. New York, D. Appleton and Company 1894 (gutenberg.org).
- The Diseases of Infancy and Childhood. A Textbook for the Use of Students and Practitioners of Medicine. D. Appleton and Company, New York / London 1897 (archive.org).

## Auszeichnungen
- Ehrendoktorwürde der Rochester University (1902)[3]
- Ehrendoktorwürde der Columbia University (1904)[3]
- Ehrendoktorwürde der Brown University (1914)[3]